# مهدي لوساني
مهدي لوساني، واسمه الكامل مهدي لاري لوساني، من مواليد 11 يوليو 1947م، لعب مع نادي تاج الإيراني من عام 1969م إلى سنة 1979م، ولعب مع المنتخب الإيراني 7 مباريات، كما شارك مع زملائه في دورة الألعاب الصيفية الأولمبية التي استضافته مدينة ميونخ الألمانية سنة 1972م.